# John Botetourt, 1. Baron Botetourt

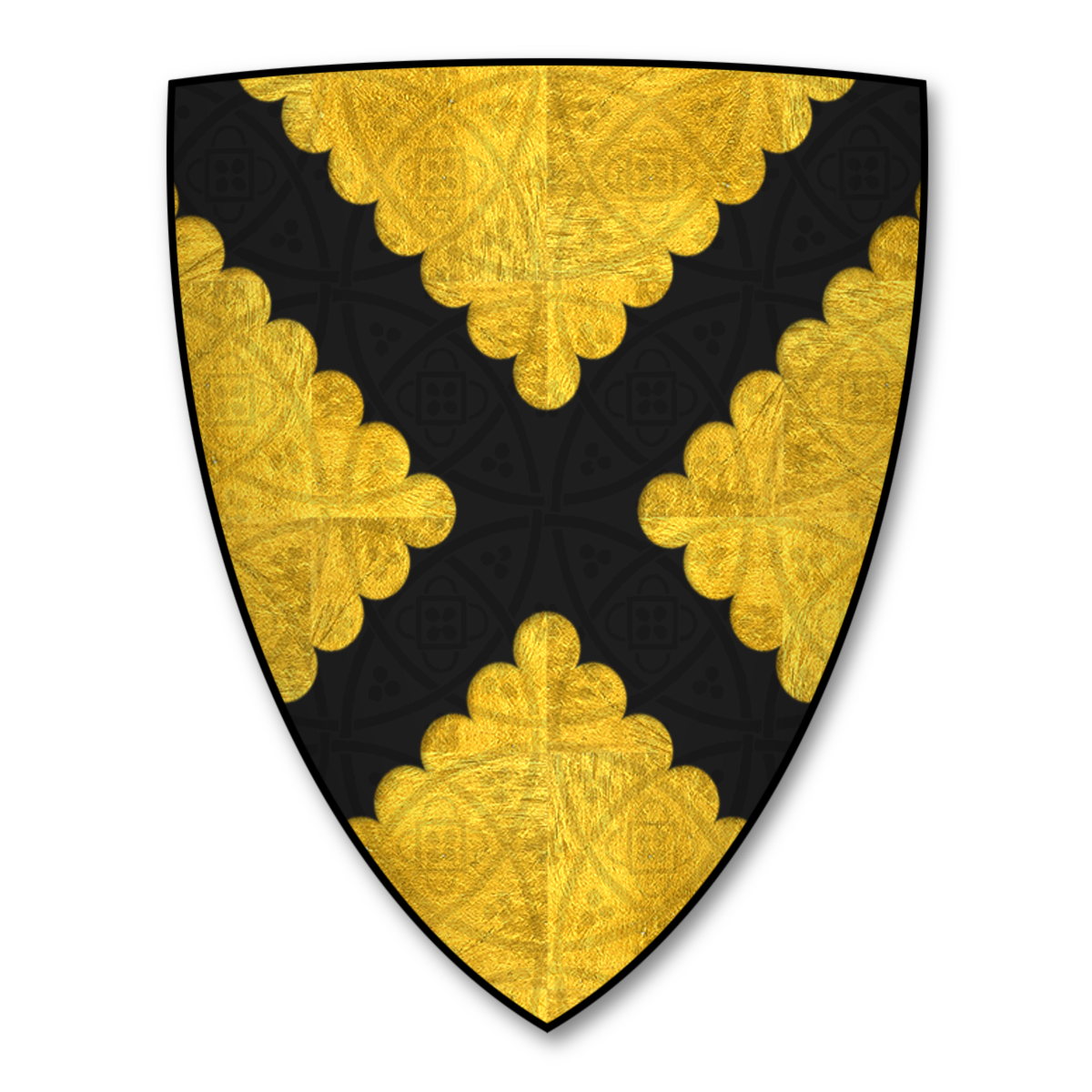
Wappen von John Botetourt

John Botetourt, 1. Baron Botetourt (* um 1265; † 25. November 1324) war ein englischer Adliger und Militär. Aus relativ einfachen Verhältnissen stieg er zu einem wichtigen Admiral und zu einem einflussreichen Baron auf.

## Herkunft und Aufstieg durch Dienst im königlichen Haushalt
Trotz Botetourts späteren Aufstieg ist seine genaue Herkunft ungeklärt. Nach einem Eintrag in der Chronik von Hailes Abbey könnte er ein unehelicher Sohn von König Eduard I. gewesen sein. Dies gilt jedoch sehr unwahrscheinlich und wird durch nichts belegt. Vermutlich war Botetourt der älteste Sohn von Guy Botetourt († um 1316) und von dessen Frau Ada. Seine Eltern lebten in Little Ellingham in Norfolk, mit Roger, Robert, Guy, Ralph und Thomas hatte er mindestens fünf Brüder, eventuell war William ein weiterer Bruder von ihm. In den 1270er Jahren diente Botetourt als Falkner im königlichen Haushalt. Vor Weihnachten 1284 wurde er zum Ritter geschlagen. Als Ritter des königlichen Haushalts diente er 1286 und 1288 in der den englischen Königen gehörenden Gascogne, wo sich Eduard I. in diesen Jahren aufhielt. Dazu wurde er mit zahlreichen weiteren, verschiedenen Aufgaben betraut.

## Aufstieg zum Baron und Dienst als Militär
Zur Belohnung wurden Botetourt verschiedene Ämter in den Welsh Marches übertragen, darunter im Januar 1291 das Amt des Verwalters von St Briavels Castle in Gloucestershire. 1292 übergab ihm der König, der sonst bei Landschenkungen sehr zurückhaltend war, Drayton in Shropshire. In den folgenden Jahren gehörte er mehrfach Gerichtsausschüssen an. Durch seine Heirat erwarb Botetourt spätestens 1292 Besitzungen in Bedfordshire, Suffolk, Essex und Worcestershire. Durch das Erbe seiner Frau verlagerte Botetourt den Schwerpunkt seiner Aktivitäten von den Welsh Marches nach East Anglia, besonders nach Essex. Im März 1294 sollte er niederländische Seeleute überwachen, die der Piraterie beschuldigt wurden, und während des Französisch-Englischen Kriegs diente er im November 1294 als Unterkommandant eines Geschwaders, das von Great Yarmouth aus operierte. Im Juli 1295 wurde er mit geringen Verstärkungen in die Gascogne gesandt. Nach seiner Rückkehr wurde er im März 1297 mit der Verteidigung einzelner ostenglischer Häfen und schließlich mit der Verteidigung der gesamten ostenglischen Küste beauftragt. 1298 stieg er zum Knight Banneret des königlichen Haushalts auf. Durch seine Dienste konnte er weiteren Besitz in Gloucestershire und Northamptonshire erwerben, so dass er ab Ende des 13. Jahrhunderts vom König selbst zum Kriegsdienst aufgerufen wurde. Zusammen mit seinem Bruder Guy nahm er 1298 während des Schottischen Unabhängigkeitskriegs an der Schlacht von Falkirk teil. 1300 gehörte er dem Heer an, das Caerlaverock Castle belagerte. In den nächsten Jahren kämpfte er, nicht immer erfolgreich, weiter als Militär in Schottland. Im Juli 1303 diente er als Verteidiger der westlichen Scottish Marches, wobei er von Robert Bruce unterstützt wurde. Nachdem dieser gegen die englische Herrschaft rebellierte und sich im März 1306 zum König der Schotten erhoben hatte, beteiligte sich Botetourt an der Verfolgung des flüchtigen Bruce. In der Hoffnung, dort Bruce gefangen nehmen zu können, eroberte er im September 1306 zusammen mit John Menteith das westschottische Dunaverty Castle. Bruce war tatsächlich zuvor in der Burg gewesen, doch bereits vor Beginn der Belagerung weiter auf die westschottischen Inseln geflüchtet. Während des weiteren Kampfs gegen Bruce führte er im Februar und im März 1307 zwei Chevauchées ins schottische Nithsdale. Durch Writ of Summons war er 1305 erstmals in ein Parlament berufen worden, womit er als Baron Botetourt gilt, dazu gehörte er dem Kronrat des Königs an.

## Oppositionelle Haltung während der Herrschaft von Eduard II.
Nach dem Tod von Eduard I. im Juli 1307 diente Botetourt dessen Sohn und Nachfolger Eduard II. nicht mit der gleichen Treue. Bereits am 31. Januar 1308 gehörte er zu den fünf Baronen, die mit die Boulogne Declaration besiegelten, die ein verschleierter Protest mehrerer Magnaten gegen den Einfluss des königlichen Günstlings Piers Gaveston war. Daraufhin entließ ihn der König im März 1308 als Constable von St Briavels Castle. Im Sommer 1310 reiste Botetourt mehrfach als Gesandter der Barone zum König nach Berwick, um im Konflikt zwischen dem König und der Adelsopposition zu vermitteln. 1311 diente er weiter als Vermittler, doch am 10. Juni 1312 war er in Deddington, wo der Earl of Warwick sich des gefangenen Gaveston bemächtigte, und offenbar billigte er wenig später die Hinrichtung Gavestons durch den Earl of Lancaster und andere Magnaten. Ab August 1312 gehörte Botetourt zu den Unterhändlern der Barone, die mit den Kardinälen Arnaud Nouvel und Arnaud von Poitiers und dem französischen Prinzen Louis de Évreux über eine Verständigung mit dem König verhandelten. Am 20. Dezember besiegelte er in London mit den Einigungsvorschlag, den die Kardinäle und die Vertreter der Barone ausgehandelt hatten. Die Verhandlungen zogen sich aber, auch aufgrund der Uneinigkeit der Barone, noch bis Oktober 1313 hin, ehe Botetourt mit anderen Magnaten vom König formell begnadigt wurde.
In den nächsten Jahren diente Botetourt dem König loyal. Wie andere Adlige schloss er mit dem König eine Vereinbarung, nach der er gegen regelmäßige Zahlungen im Kriegsfall mit einer bestimmten Anzahl von men-at-arms diente. Nach der englischen Niederlage bei Bannockburn war er im Oktober 1314 Führer einer Gesandtschaft, die in Durham Verhandlungen mit den Schotten führte, und im März 1315 wurde er zum Admiral der ostenglischen Flotte ernannt. Damit war er nach William of Leybourne der zweite englische Flottenkommandant, der den Titel Admiral führte. In dieser Funktion gelang ihm eine wirksame Blockade der schottischen Häfen, worauf die Weizenpreise in Schottland stark anstiegen. In den nächsten Jahren gehörte er mehreren Gerichtskommissionen in East Anglia an. Ab dem 1. August 1318 gehörte er der Verhandlungsdelegation an, die einen Ausgleich zwischen dem König und dem Earl of Lancaster vermittelte, worauf am 9. August der Vertrag von Leake geschlossen wurde. Ende 1318 bestimmte das Parlament in York Botetourt als einen der sieben weiteren Barone, die dem aufgrund des Vertrags von Leake gebildeten Staatsrat angehören sollten. 1322 unterstützte er jedoch die Rebellion des Earl of Lancaster gegen den König. Er nahm im März 1322 an der Schlacht bei Boroughbridge teil, in der königliche Truppen die Rebellen entscheidend schlugen, und flüchtete anschließend ins Ausland. Gegen eine hohe Strafzahlung konnte sein ältester Sohn seine Begnadigung erkaufen.

## Heirat, Nachkommen und Erbe
Möglicherweise bereits 1282, spätestens vor 1292 hatte Botetourt Maud (um 1269–1328), eine Tochter von Thomas fitz Otho und von dessen Frau Beatrice de Beauchamp geheiratet. Sie erbte 1285 von ihrem Vater ein Drittel der Baronie Bedford. Mit ihr hatte Botetourt vier Söhne und drei Töchter:
- Thomas Botetourt († Juli 1322) ⚭ Joan de Somery
- John Botetourt
- Otes Botetourt
- Robert Botetourt
- Joan Botetourt ⚭ William Latimer, 3. Baron Latimer
- Ada Botetourt († 1349) ⚭ (1) Sir John de Saint Philibert, ⚭ (2) Sir Richard Fitz-Simon
- Elizabeth Botetourt ⚭ Robert de Ufford († 1368)

Da Botestourts ältester Sohn Thomas bereits vor ihm gestorben war, wurde dessen ältester Sohn John (um 1317–1339) Erbe des Titels und seiner Besitzungen in Norfolk, Suffolk, Essex und Huntingdonshire.